# Matrika M
Matrika M je matrika Z, ki ima lastne vrednosti z realnimi pozitivnimi deli. Matrike M so podmnožica razreda matrik P in tudi razreda pozitivnih matrik.
Simetrična matrika M se imenuje tudi Stieltjesova matrika.